# Karánsebes

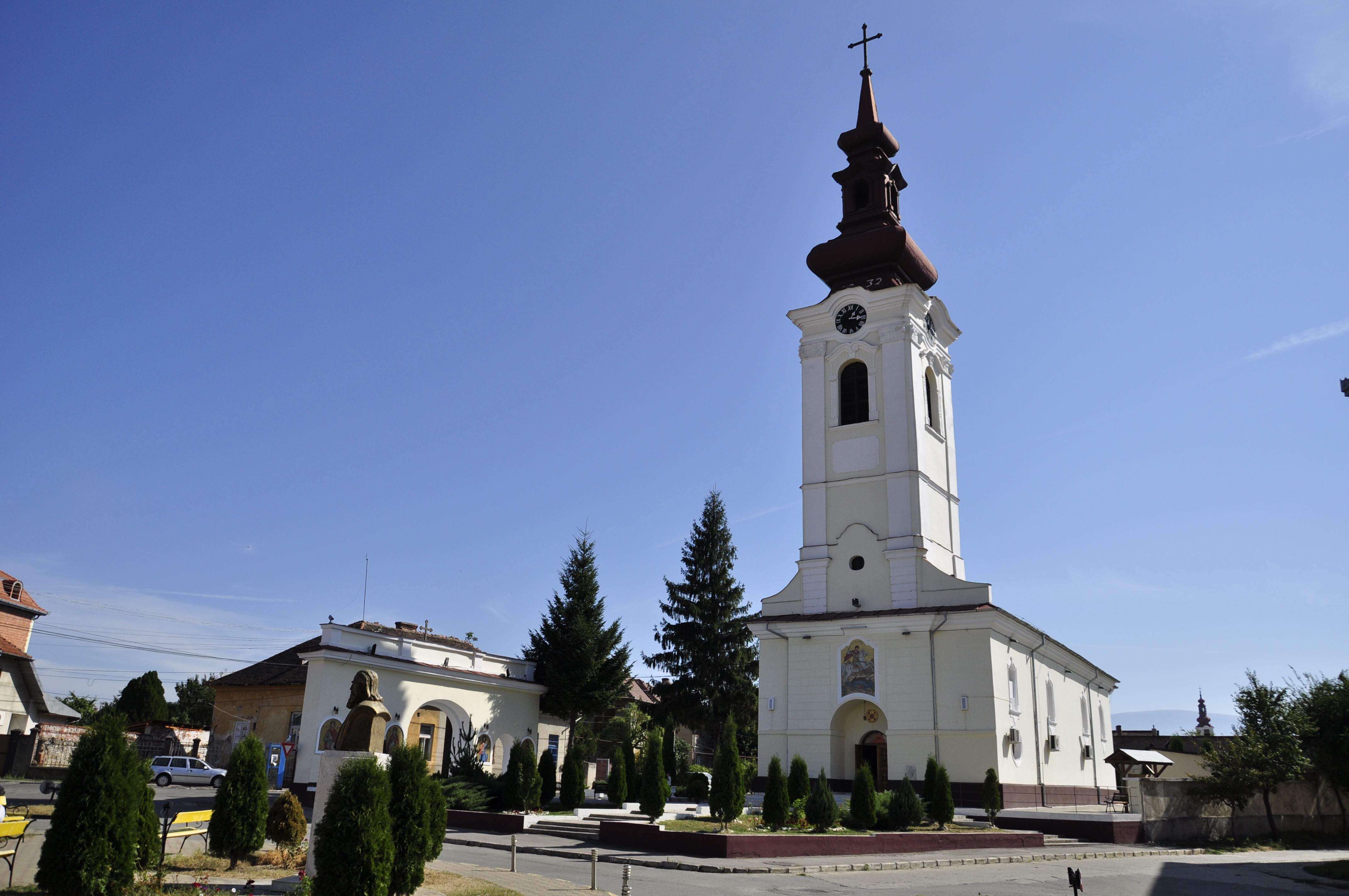
Szent György ortodox templom

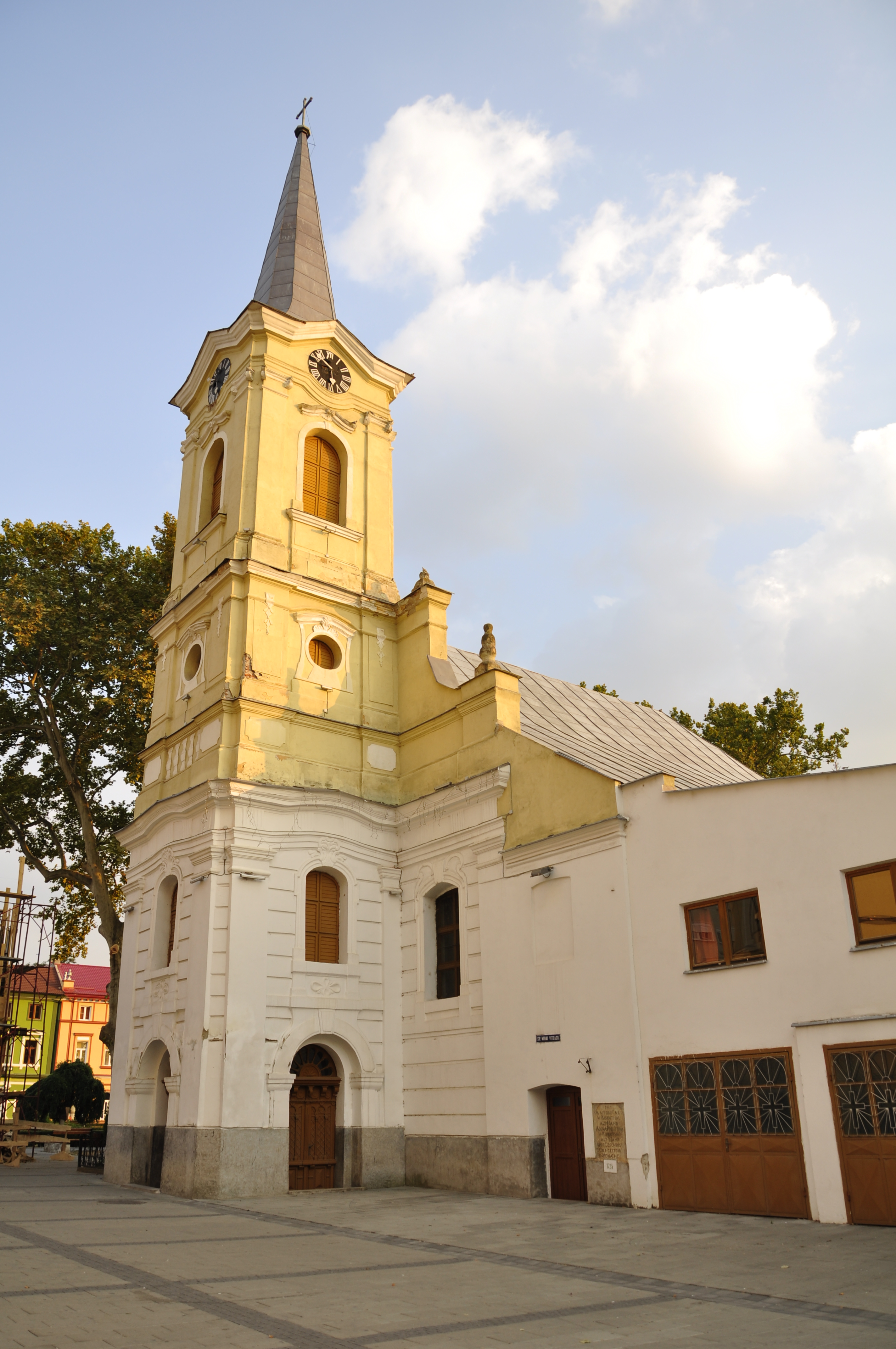
Római katolikus templom

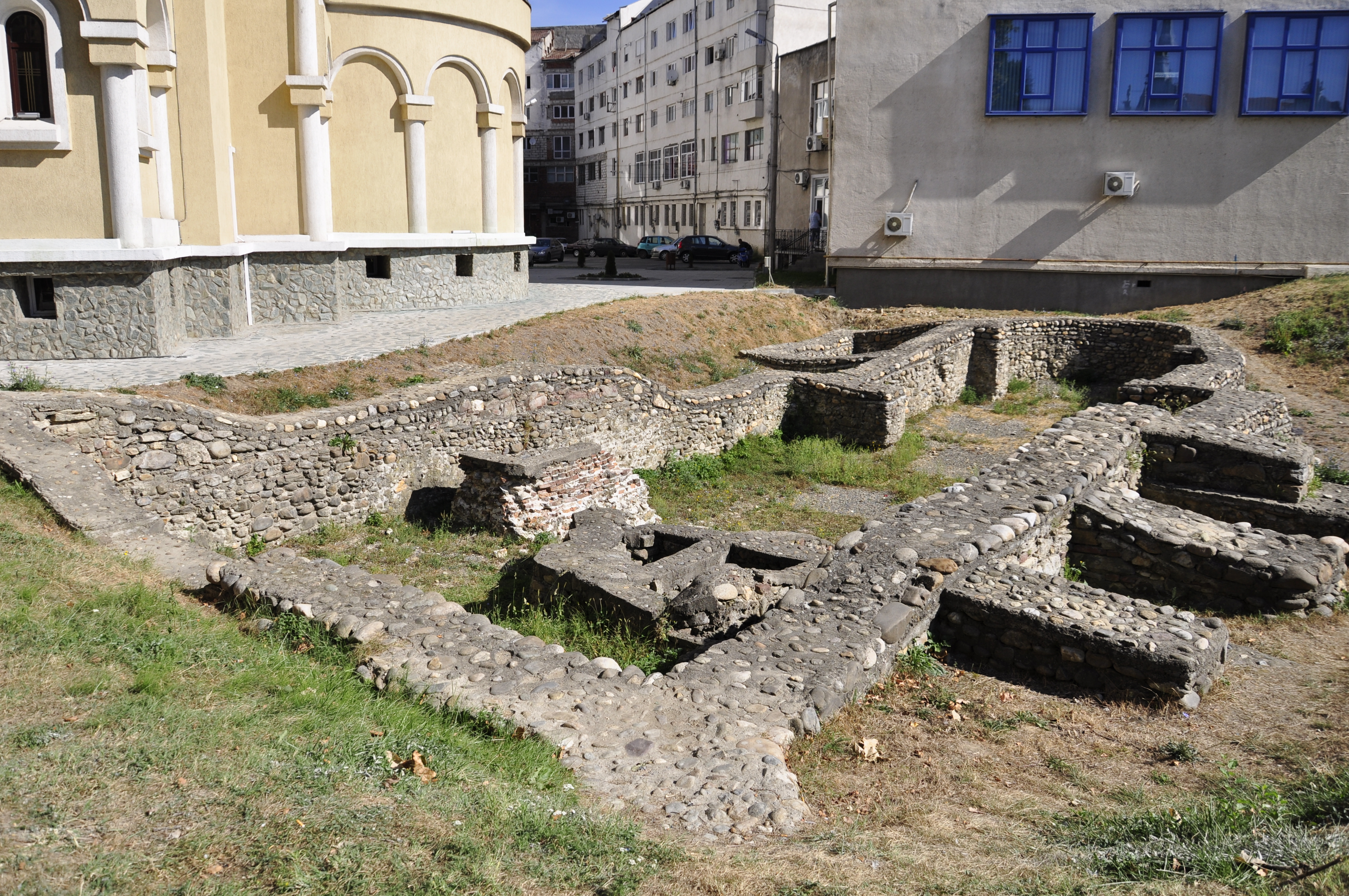
A középkori ferences kolostortemplom alapfalai

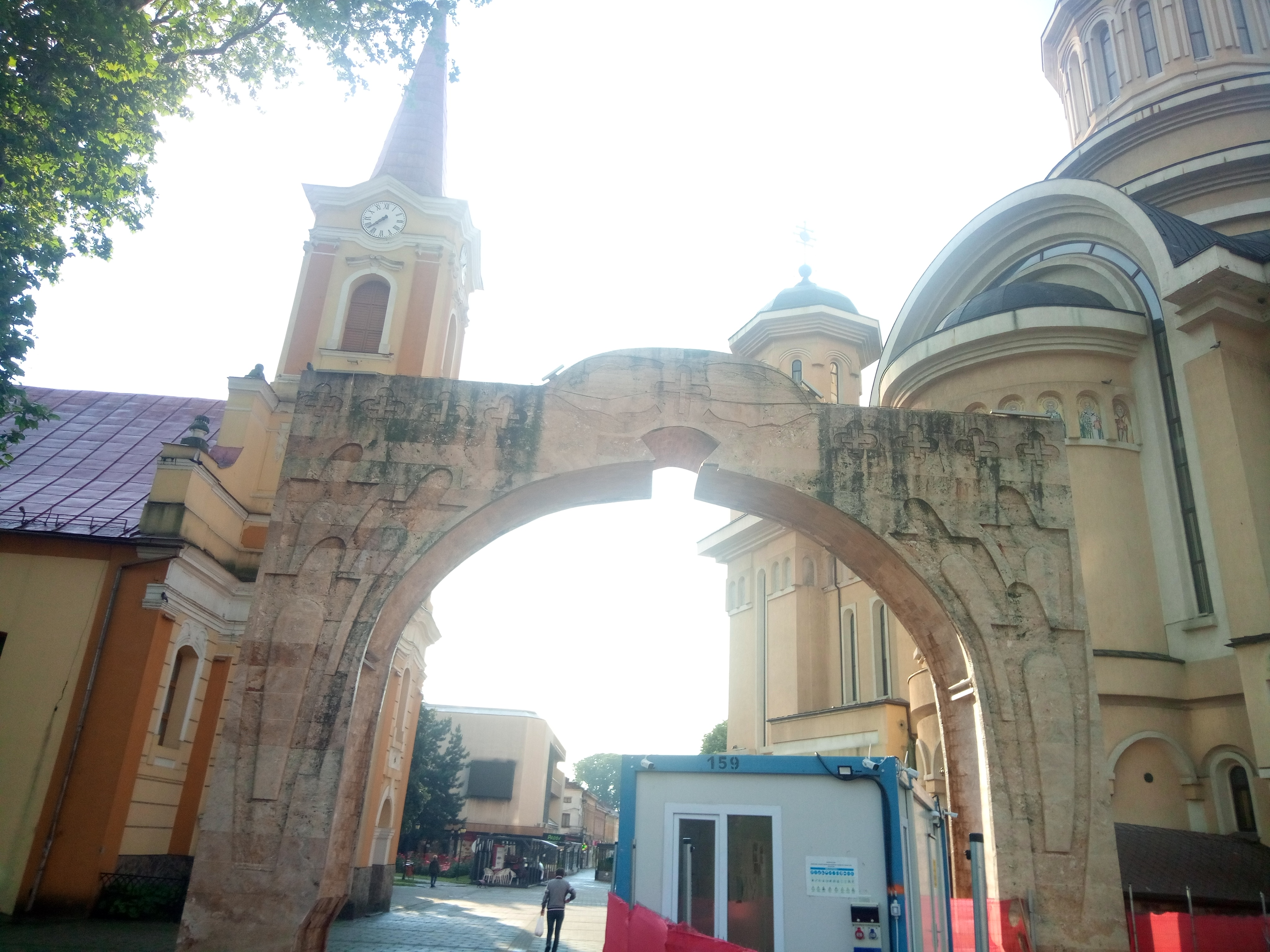
A Megbékülés íve

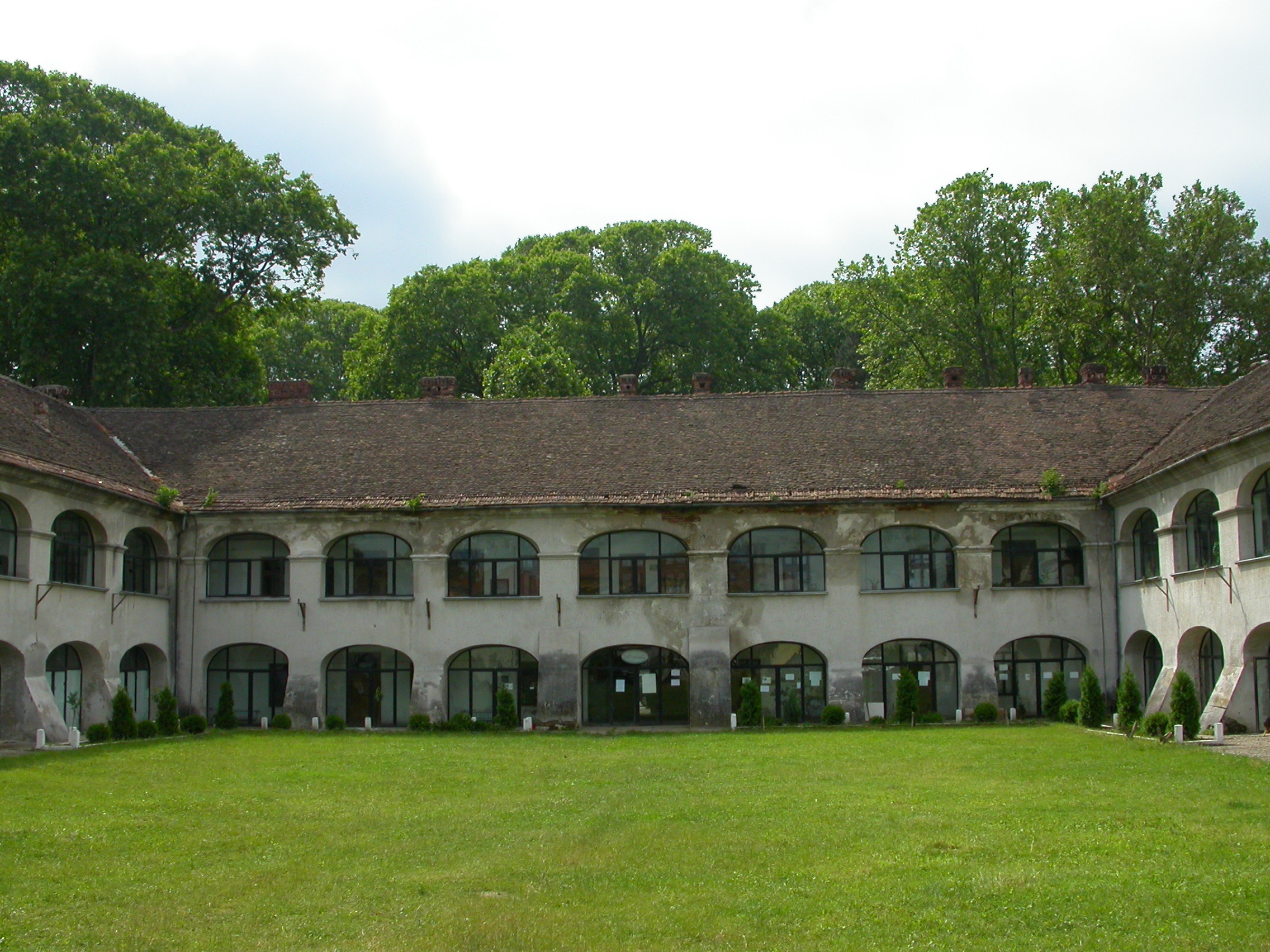
Múzeum, volt gyalogos határőrkaszárnya

Karánsebes (románul Caransebeș, németül Karansebesch) megyei jogú város Romániában, a Bánságban, Krassó-Szörény megyében.

## Fekvése
Temesvártól 98 km-re délkeletre, a Temes jobb partján fekszik.

## Nevének eredete
Neve Karán és Sebes nevének összetétele. A Karán helynév talán egy szláv eredetű Karan személynévből vagy a 'fekete' jelentésű török kara szóból származik, Sebes pedig az azonos nevű folyóról kapta a nevét, amely itt ömlik a Temesbe (< sebes 'gyors').

## Története

### A középkorban
A Temes jobb oldalán fekvő Sebes (1325: Sebus, 1365: Sebusvar) és a bal parti Karán (Karan, 1376) a 15. századtól fogva képezett egységes települést (1452-ben még Karan et Sebes, 1464-ben már Karansebes). Egy másik vélemény szerint Karánban voltaképp a várostól 17 km-re északra fekvő Kavaránt kell keresni, melynek neve a többi Sebestől való megkülönböztetésül tapadt a városéhoz.
Sebes vára a 13. században épült, és bár sohasem volt különösebben erős, de stratégiai jelentőséggel bírt. Sebes a 14. században oláh (román) kerület székhelyét képezte. A román nemesség nagy számban tért át a nyugati egyházi rítusra, 1376–1382-ben Szörényi püspökség is létezett és a ferencesek 1400-ig a városban működtek. A 14–15. században felváltva hol oppidumnak, hol civitasnak nevezték.
1365-ben a Buda felé tartó V. (Palaiologosz) János bizánci császárt nagy pompával fogadták itt. A törökök ellen háborúzó Zsigmond király többször is megszállt a városban: először 1419. november 28-án, 1428 őszén több ízben is, végül 1429. november 30-án.
1429 és 1435 között a Német Lovagrend birtokolta várát. 1432-ben Vlad Dracul és a törökök feldúlták. Hunyadi János 1447. október 18-án és 1453. október 29-én, 1455-ben Kapisztrán Szent János időzött itt. 1497-ben Buda város kiváltságaival ruházták föl, 1498-ban pallosjogot kapott. Városi kiváltságait az erdélyi fejedelmek többször is megerősítették.
1509-ben a törökök eredménytelenül ostromolták.

### Az Erdélyi Fejedelemség végvidékén
Történetének fénykora az Erdélyi Fejedelemség idejére esik. Az 1530-as évektől 1658-ig a Lugos–karánsebesi Bánság egyik székhelye volt. Fontos kereskedelmi utak haladtak át rajta. A lakók túlnyomó többsége román etnikumú volt, bár magyarok és kisebb számban szerbek is lakták. A közösségen belül szemben álltak egymással polgárok és nemesek, fejedelem- és császárpártiak, reformátusok és katolikusok. Román református közösségek másutt is léteztek, de a román nyelvű, római rítusú katolicizmus Karánsebes környékére korlátozódott. Ladó Bálint jezsuita 1586-os levelében arról számolt be, hogy a városban háromezer katolikus élt, akik közül csak kevesen értettek magyarul, ezért románul prédikált nekik. Híresek voltak az itteni szűcsök.
1552-ben polgárai kérésére Castaldo császári tábornok Alessandro Cavalini da Urbino hadmérnököt küldte a vár kijavítására, de Temesvár eleste után, mivel Cavalini da Urbino még nem érkezett meg, Glesán János bán a városi tanáccsal egyetértésben várát átadta a töröknek. A törökök 1554-ben Petrovics Péternek adományozták, aki tornyokkal erősítette meg.
Az újkori vár a mai Traian Doda—Romanilor—Potocului—General Mihai Trapșa utcák által alkotott négyszögben feküdt. A vár magját eredetileg talán lakótorony alkotta, amely a mai Romanilor utca 45. számú ház környéként állhatott. A feltételezett lakótorony kazamatáját 1888-ban jégveremként bérelte az a Karol Homolka nevű cseh serfőző, aki a főtéren (a mai Euro Shopping Mall helyén) sörözőt tartott fenn. Ezt a lakótornyot először délen, majd északon is falakkal vették körül. Délen a Sebes felé nyílt az Orsovai kapu, északon pedig az Erdélyi kapu. A váron belül hat utca helyezkedett el, többek között a Nagy utca, a Rácz utca és a Várkapuja utca. A váron kívül a déli Mehala külvárosra futott ki a Czermuranÿ utca (alighanem Țărmuranii, a román ’part menti lakosok’), a Sebes mentén húzódó Alsó és Kis utcák pedig a koraújkortól kezdve máig a cigányok hagyományos lakónegyedének számítottak. A Barát utca a nyugati, a kolostornak is otthont adó külváros, míg a Platea Civitatis a keleti Potok külváros főutcája volt. Az északi külvárost Rakovicának nevezték.
Az 1564-es tordai országgyűlés elrendelte, hogy templomát felváltva használják a katolikusok és a reformátusok. 1581-ben azonban már kizárólag a reformátusoké volt a templom és több évtizeden át nem is szolgált a városban állandó katolikus pap. 1625-től 1642-ig George Buitul és jezsuita rendtársai missziós plébániát irányítottak.
Itt működött a román anyanyelvű reformátusság egyik legerősebb közössége. 1582-ben Tordasi Mihály püspök megbízásából Pestisi Mózes (Moisi Peștiși) lugosi prédikátorral és Archirie vajdahunyadi esperessel együtt Hercse István (Ștefan Herce) helybeli román szuperintendens és Efrem Zăcan tanító készítette el (Heltai Gáspár nyomán) az Ószövetség nagy hatású román fordítását, a Szászvárosi Ószövetséget (Palie de la Orăștie). Idősebb Mihai Halici (Halics Mihály) zsoltároskönyvet szerkesztett. Talán ő a szerzője az első, kéziratos román–latin szójegyzéknek is, amely egyben a román nyelv legkorábbi szótára és amelynek keletkezését a filológusok hagyományosan Karánsebeshez vagy Lugoshoz kötik. Fia 1674-ben román nyelvű, magyar helyesírású pentameteres költeményt írt Pápai Páriz Ferenchez, bázeli egyetemi doktorrá avatása alkalmából.
1595-ben innen indult győzelmes bánáti hadjáratára Borbély György. 1600. június 25-én Vitéz Mihály látogatta meg. 1603 tavaszán a városi tanács németellenes frakciója Székely Mózes kezére juttatta.
Székely Mózes itt hagyta családját, amíg ő csapataival továbbindult. Valószínűleg itt született azonos nevű fia és itt halt meg a pestisjárványban felesége, Kornis Anna és nagyobbik fia, Székely István. A vaskapui mészárlás után aztán itt keresett menedéket a Székely Mózes-párti főurak és a megmaradt gyulafehérváriak nagy része. Nemsokára azonban a Basta által kinevezett Lódi Simon bán szerb martalócai szorongatták a várost. A környékbeli falvakat elpusztították, sok lakosát rabszolgának adták el és kifosztották a polgárságot. A rácokat végül a császári biztosok által fegyverekkel támogatott polgárok felkelése űzte ki a városból, 1604-ben.
1605-ben Bocskai István kezére került és hosszabb ideig a fejedelmek birtoka maradt. Helyőrsége 1626-ban kétszáz lovasból és kétszáz gyalogos katonából állt.
1644-től tizenöt éven át Barcsay Ákos töltötte be az utolsó lugos–karánsebesi bán tisztét, aki hivatala alatt itt is lakott. 1658-ban ő engedte át a várost a törököknek.

### Az osztrák–török háborúk
Utolsó református lelkésze, Fogarasi Ferenc a török elől Vízaknára menekült. Az állandó háborúságok miatt a következő hat évtizedben különösen nemesi lakossága költözött át folyamatosan Hunyad vármegyébe.
1688-ban Friedrich Veterani tábornok császári serege foglalta el. Ezután két év alatt háromszor cserélt gazdát, míg 1691-ben újra császári kézre jutott. 1692-ben itt tartózkodott Zrínyi Ilona. 1694-ben Veterani óolasz bástyákkal építtette újra a várat. 1695 nyarán Macskási Péter szörényi alispán visszavert kétezer török és kuruc ostromlót, szeptemberben azonban a törökök bevették. A császáriak 1697-ben foglalták vissza, de 1698 nyarán Dzsafer temesvári pasa 2500 fővel megtámadta és a külső palánkját felperzselte. 1699-ben, a karlócai béke értelmében Marsigli hozzálátott a vár lerombolásához, de 1701-ben visszaadták a töröknek.
1717-ben négyszáz házból állt. 1718-ban a császáriak újra elfoglalták. Húszéves nyugalmat követően a törökök 1738-ban ismét feldúlták. Ezután a császáriak lakóit büntetésül kifosztották és a vár maradványait is lerombolták.
1741. június 4-én itt zajlott le az a Habsburg–török békekongresszus, amelyen megállapították a két birodalom új határát.

### A Határőrvidéken
A város mai utcaszerkezetét a katonai adminisztráció alkotta meg tudatos tervezéssel, 1780 és 1828 között. 1783-ban csatolták az Oláh–Illír Határőrezred területéhez, majd 1803-ban az ezred székhelyévé tették. 1845-től az Oláh-Bánáti (később Román-Bánáti) Határőrezred székhelye volt. Fegyvergyár, négyosztályos, német tannyelvű ún. normaiskola és tisztképző ezrediskola működött benne. 1823-ig öt, azután három ortodox egyházközséget alkotott és 1723-ban újraszervezték római katolikus plébániáját is. Szefárd zsidók talán már 1717 előtt betelepedtek Versecről, Belgrádból és Nikápolyból, első askenázi lakói a 18. század folyamán Pozsonyból és Budáról költöztek ide.
1788-ban itt zajlott le a karánsebesi csata a császári hadak különböző alakulatai között, amelyek egymást török csapatoknak hitték. Ezután a törökök akadálytalanul törtek be a városba és felégették.
1827-től gyógyszertár működött benne. 1830–1831-ben Maderspach Károly vashidat épített a Temesen. Katonai jelentősége megcsappant, amikor előbb 1838-ban a zászlóaljparancsnokságot helyezték át Fehértemplomba, majd 1853-ban a dandárparancsnokságot Orsovára. Bem hadserege 1849. április 16-án vonult be a városba. 1849. augusztus 19-én itt tette le a fegyvert Lázár Vilmos és Dessewffy Arisztid serege. Főterén vesszőzték meg Maderspach Károlynét.

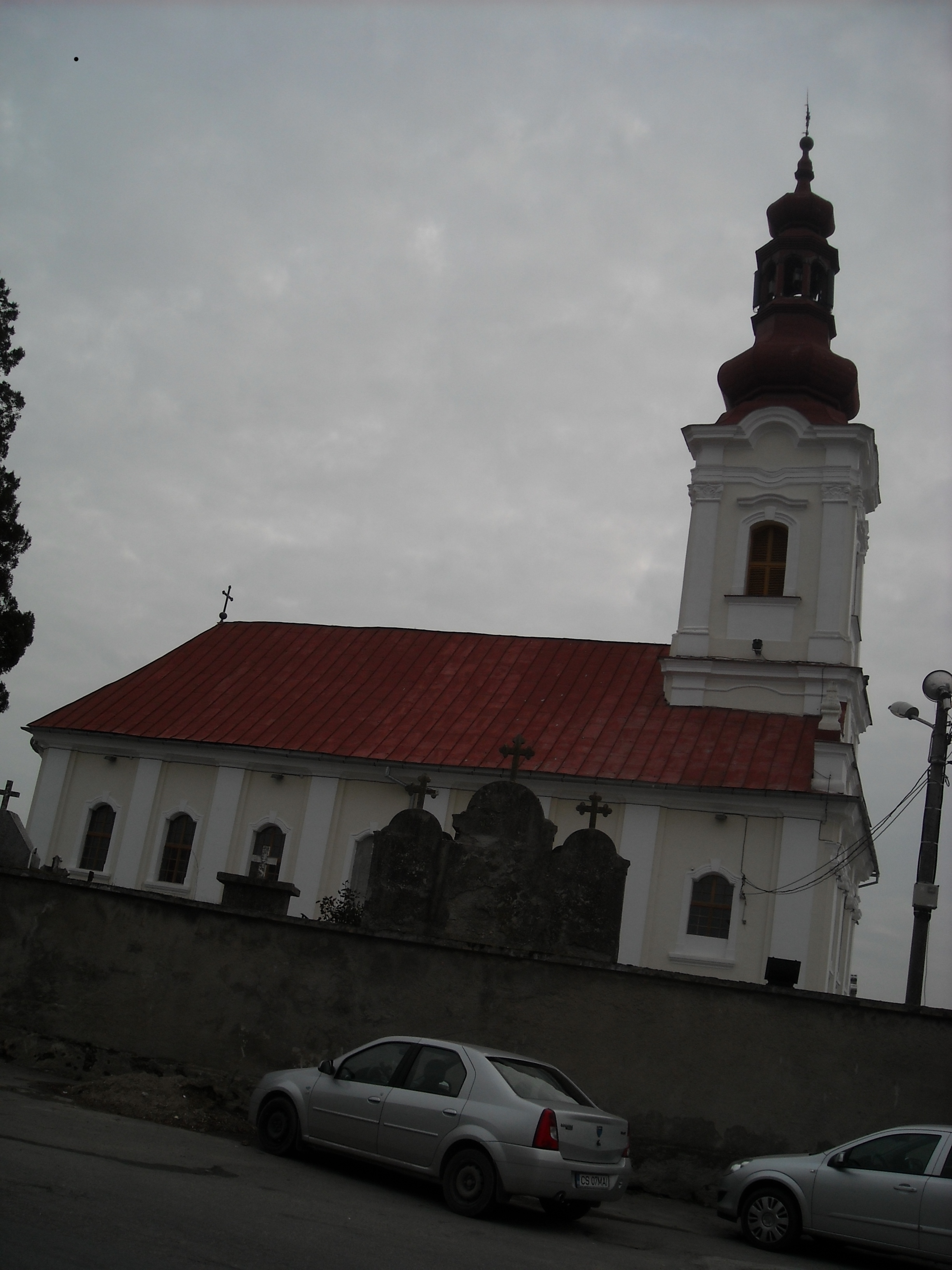
Keresztelő Szent János ortodox templom

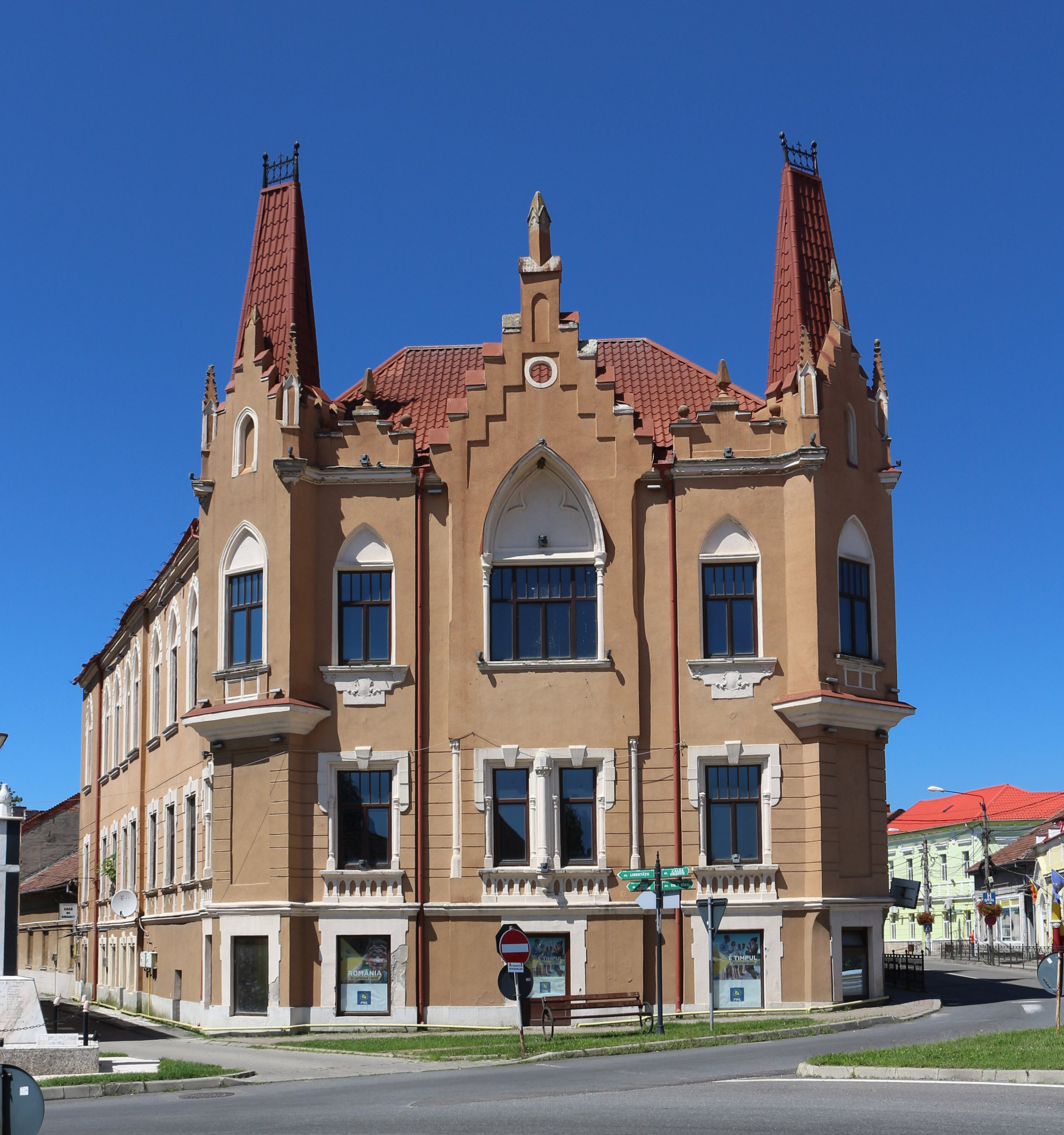
Volt takarékpénztár

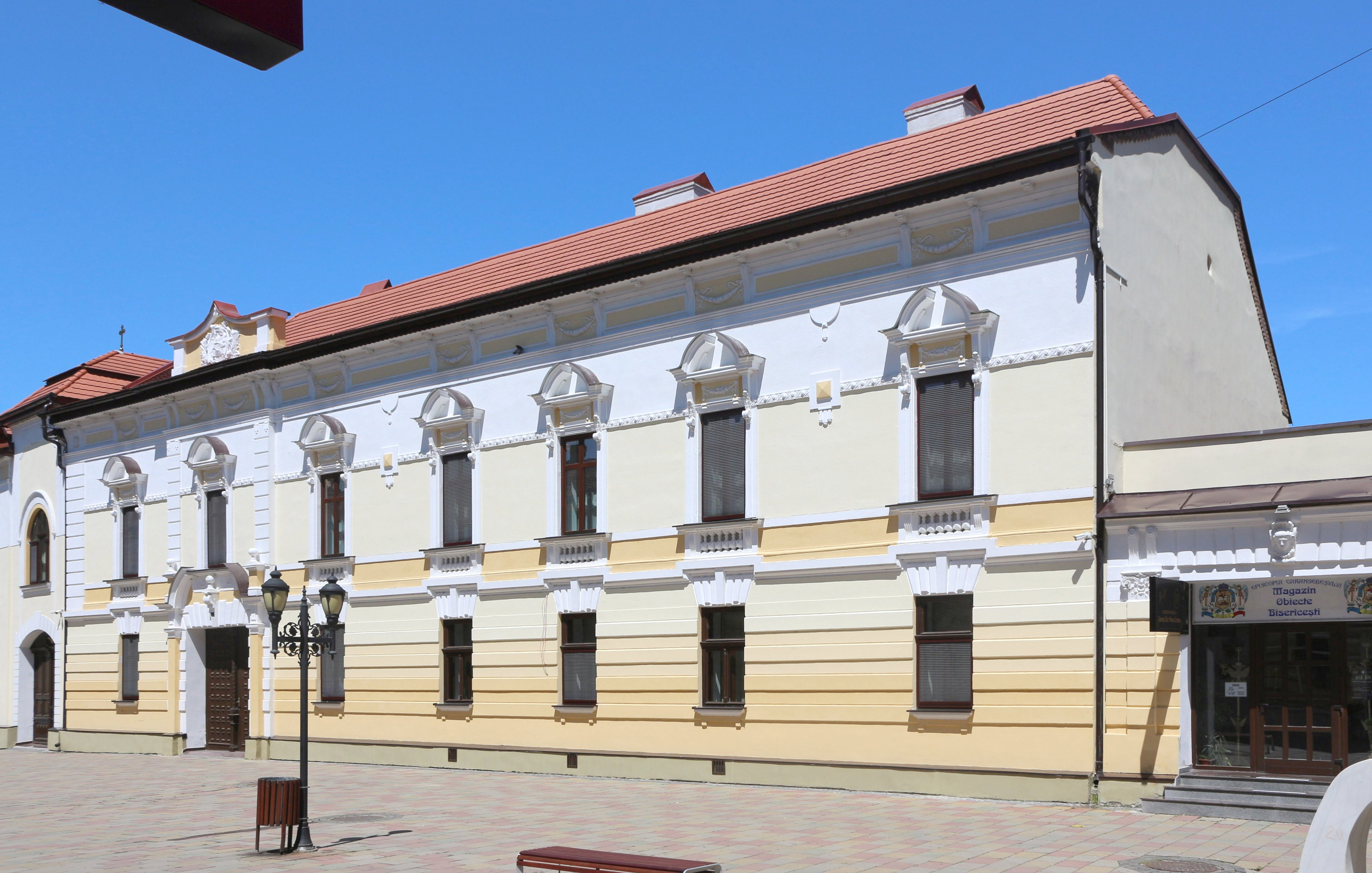
Ortodox püspökség

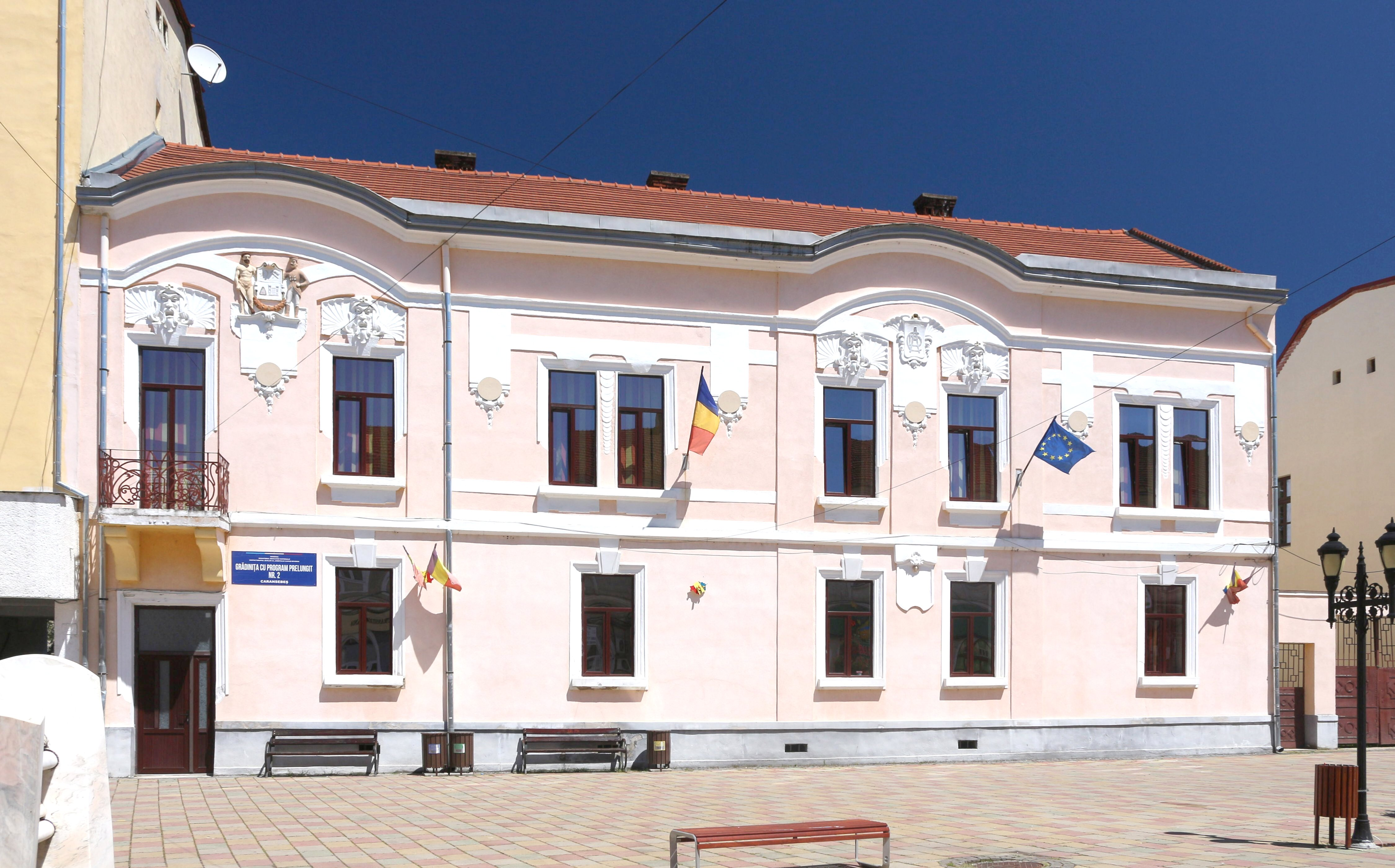
Volt Szörény vármegyei megyeháza, homlokzatán Krassó-Szörény vármegye címerével

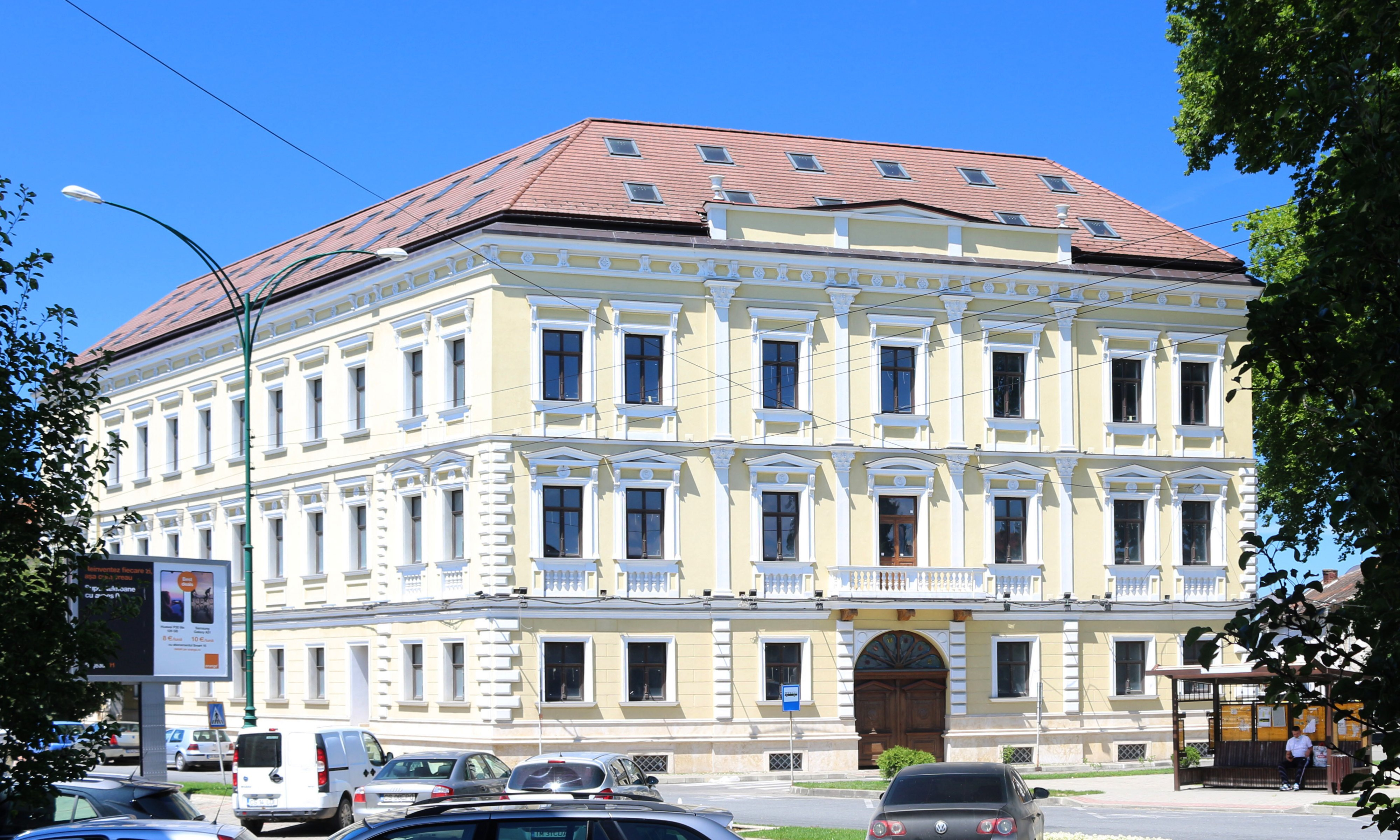
Volt tiszti pavilon

### A dualista Magyarországon
1872-ben feloszlatták a Határőrvidéket és Karánsebest az újraszervezett Szörény vármegye székhelyévé nyilvánították. 1873-ban törvényhatósági jogú városi rangot kapott. 1877-ben elvesztette városi rangját és községgé minősítették vissza. 1881-ben, Krassó-Szörény vármegye megszervezésével megyeszékhelyi rangját is elveszítette és járásszékhely lett.
A század második felében gazdasága marhavásárairól, bőr- és faiparáról volt nevezetes. 1877-től 1881-ig furnérgyár, 1895-től városi téglagyár, 1902-ben csapszeggyár és több faipari cég működött benne.
Az önálló román ortodox egyházszervezet megszületésével 1864-ben idehelyezték az egyik új bánáti ortodox püspökség székhelyét. Ennek köszönhetően fontos román kulturális központtá vált. 1863-ban itt nyílt meg a Bánát első közkönyvtára. Az első püspök, a brassói származású Ioan Popasu teológiai szemináriumot és tanítóképzőt szervezett és 1875-ben az ő kezdeményezésére indult meg a román kaszinó. 1885-ben az egyházmegye nyomdát is alapított.
Kárpótlásul a Határőrvidék idején élvezett politikai önkormányzat elvesztéséért az ezredhez tartozott hetven község volt határőr lakosai és leszármazottaik megkapták a jogot, hogy közhasználatú javaikat (erdőket, legelőket stb.) önkormányzati elv szerint igazgassák, hasznukat közösségi és kulturális célokra fordíthassák. Ez volt az ún. karánsebesi vagyonközösség intézménye, amelyet végső formájában a várost korábban Bem ellen védő Traian Doda tábornok szervezett meg 1879-ben.
1871-ben az állam a korábbi Oberschule helyén polgári iskolát szervezett német és román tagozattal. 1876-ban az állami polgári és elemi iskolákban egységesen magyar tannyelvet vezettek be. 1882-ben lakói Traian Doda vezetésével delegációt vezettek Trefort Ágostonhoz a kérvénnyel, hogy – Naszód mintájára – engedélyezze a vagyonalap költségén román tannyelvű gimnázium fölállítását. Trefort a kérvényt elutasította. 1907-ben, részben a vagyonközösség pénzéből, állami (magyar tannyelvű) gimnáziumot alapítottak a városban.
1876-tól vasút kötötte össze Temesvárral, 1878-tól Orsovával. 1882–1885-ben a település vízerőművet épített a Sebes Eruga (ejtsd: jeruga) nevű mellékágára (eredetileg malomcsatorna), amely a temesvári után az akkori Magyarország második vízerőműve volt. A termelt áram felhasználásával ugyancsak a legelsők között vezették be az utcai villanyvilágítást. 1887-ben visszakapta városi címét.
1881 és 1888 között a magyarul egyébként nem beszélő Traian Doda képviselte a budapesti országgyűlésben. Mivel a kormány politikája elleni tiltakozásul nem mutatta föl megbízólevelét, 1888. január 11-én mandátumát megsemmisítették. Az emiatt kitűzött újabb választást február 8-án Doda híve, Mihai Popoviciu nyerte, aki szintén nem mutatta föl megbízólevelét, ezért az ő mandátumát is megsemmisítették. A karánsebesi választók és a Román Nemzeti Párt ekkor a mandátumot felajánlotta Mocsáry Lajosnak, aki az erőszakos magyarosítással való szembehelyezkedése miatt már kilépni kényszerült a Függetlenségi Párból. Mocsáry utolsó ciklusát a karánsebesi román választók képviselőjeként töltötte a parlamentben.
Az időszak végén négy jelentősebb pénzintézete is működött: a nemzetiségileg vegyes vezetésű Karánsebesi Első Takarékpénztár (1877), a főleg német Karánsebesi Új Takarékpénztár (1890) és három román, a Severineana (1898), a Șebeșana (1901) és a Poporală (1906). 1907-ben az ugyanazon évben megalakult Karánsebesi I. Faipar Rt. 1500 főt foglalkoztatott. 1909-ben kaptafagyárat is létrehoztak a városban.
A dualista rendszer utolsó két évtizedében a magyar politikai osztállyal jó kapcsolatban álló egykori rendőrkapitány, a három középiskolai osztályt végzett Constantin Burdea és köre irányította. Burdea 1895 és 1904 között a város polgármestere, 1906-tól a választókerület országgyűlési képviselője volt, közben pedig a vagyonközösség elnöki tisztét is betöltötte. A város tisztviselői karának ⅔-át mindvégig román, azonkívül főleg német anyanyelvűek alkották, a városi tanácsi ülések és a belső ügyvitel hivatalos nyelve a román volt (a gyakorlatban a magyarral és a némettel vegyesen).
1919. január 27. és április 16. között francia megszállás alatt állt.

### Romániában

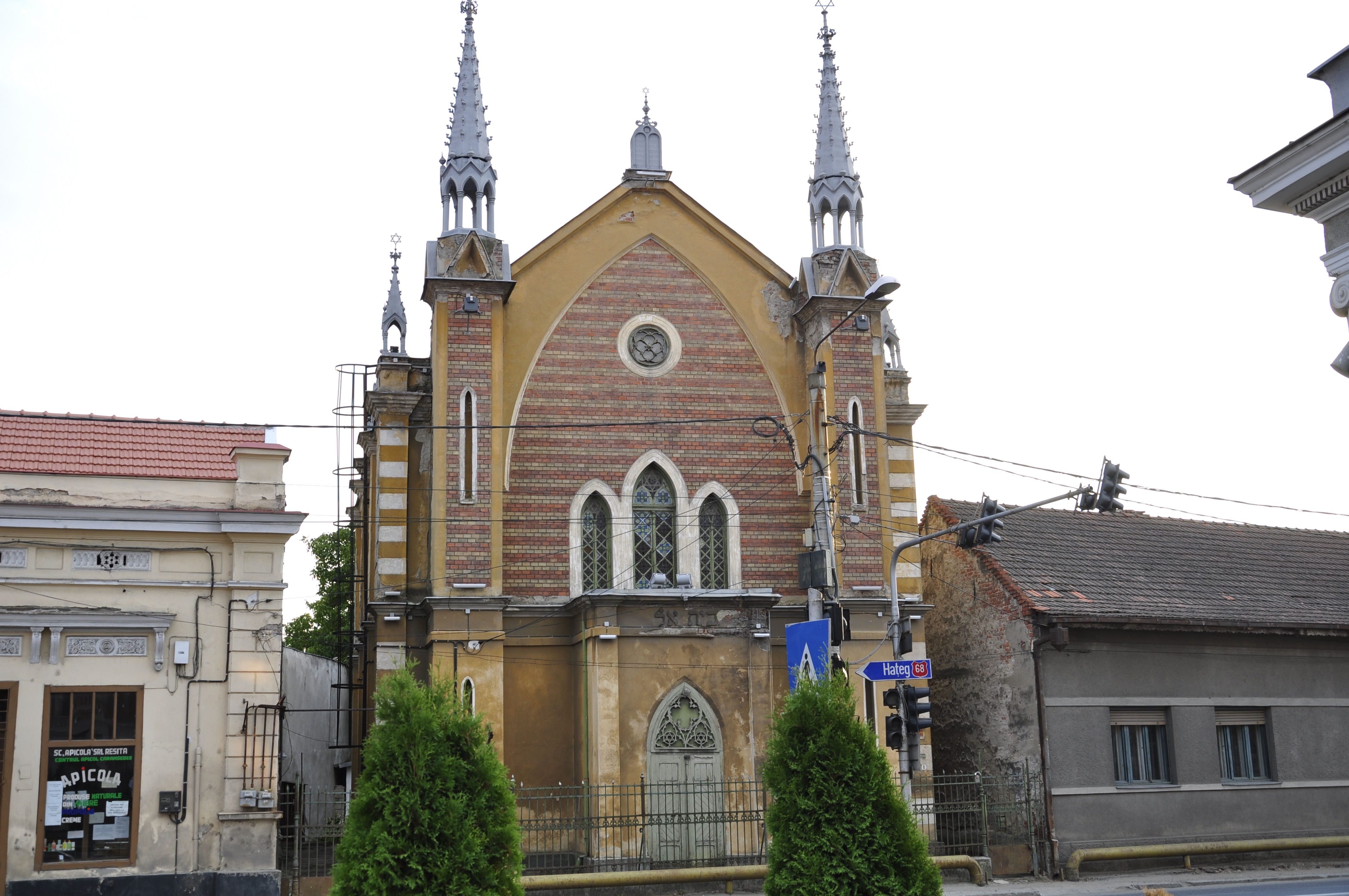
A zsinagóga

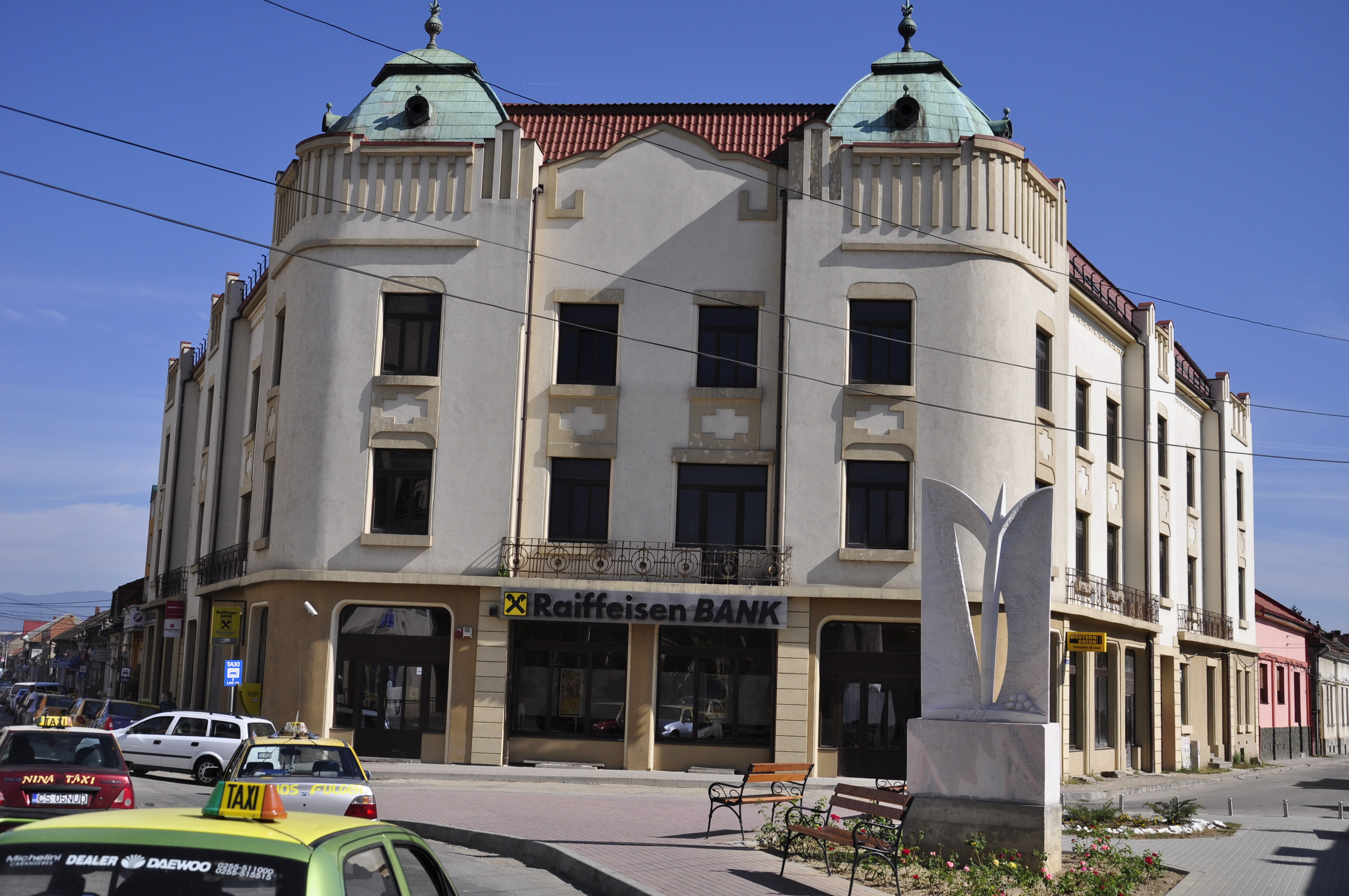
A Korongi-palota

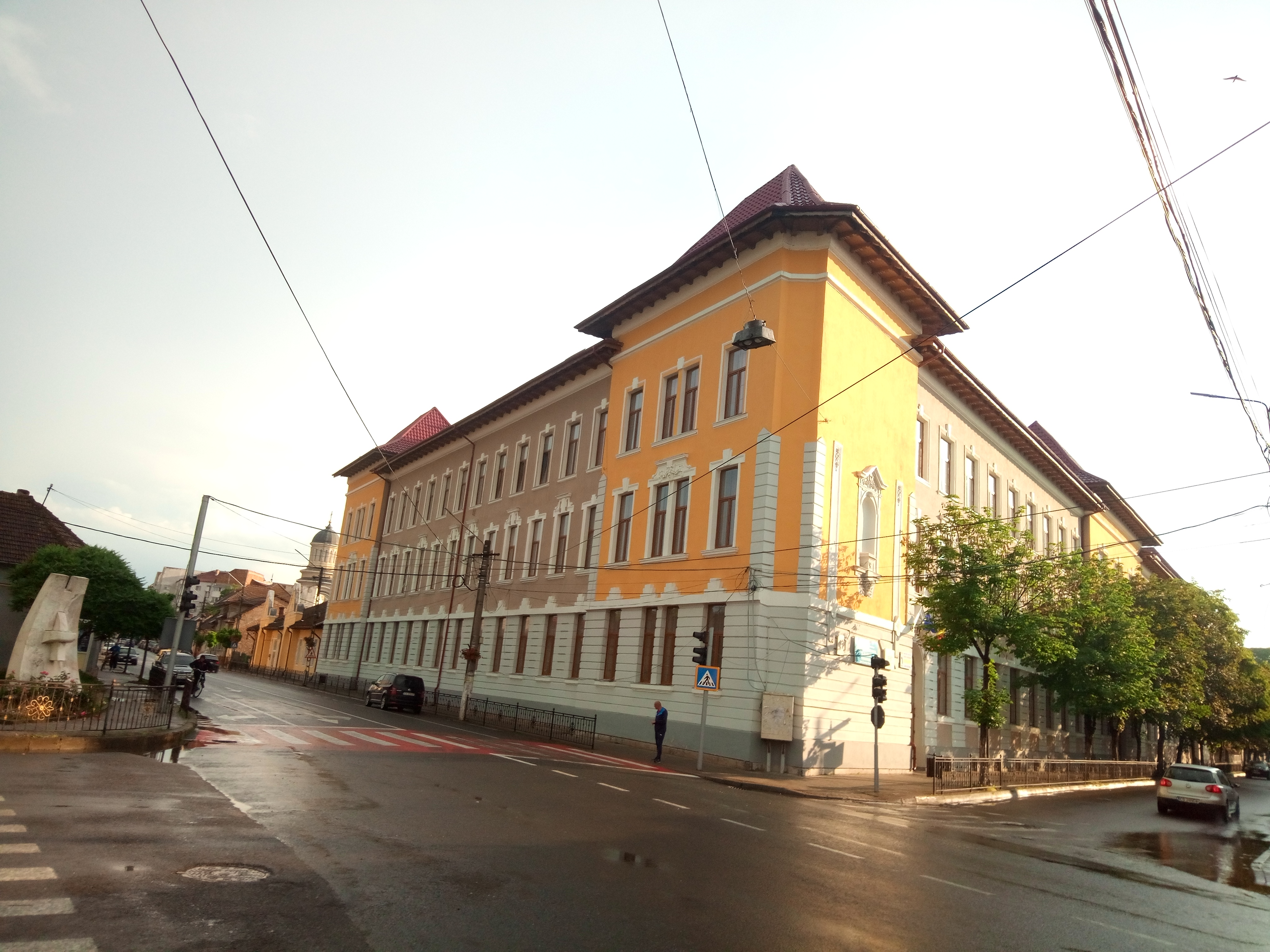
A Diaconovici Loga Nemzeti Kollégium (volt polgári iskola)

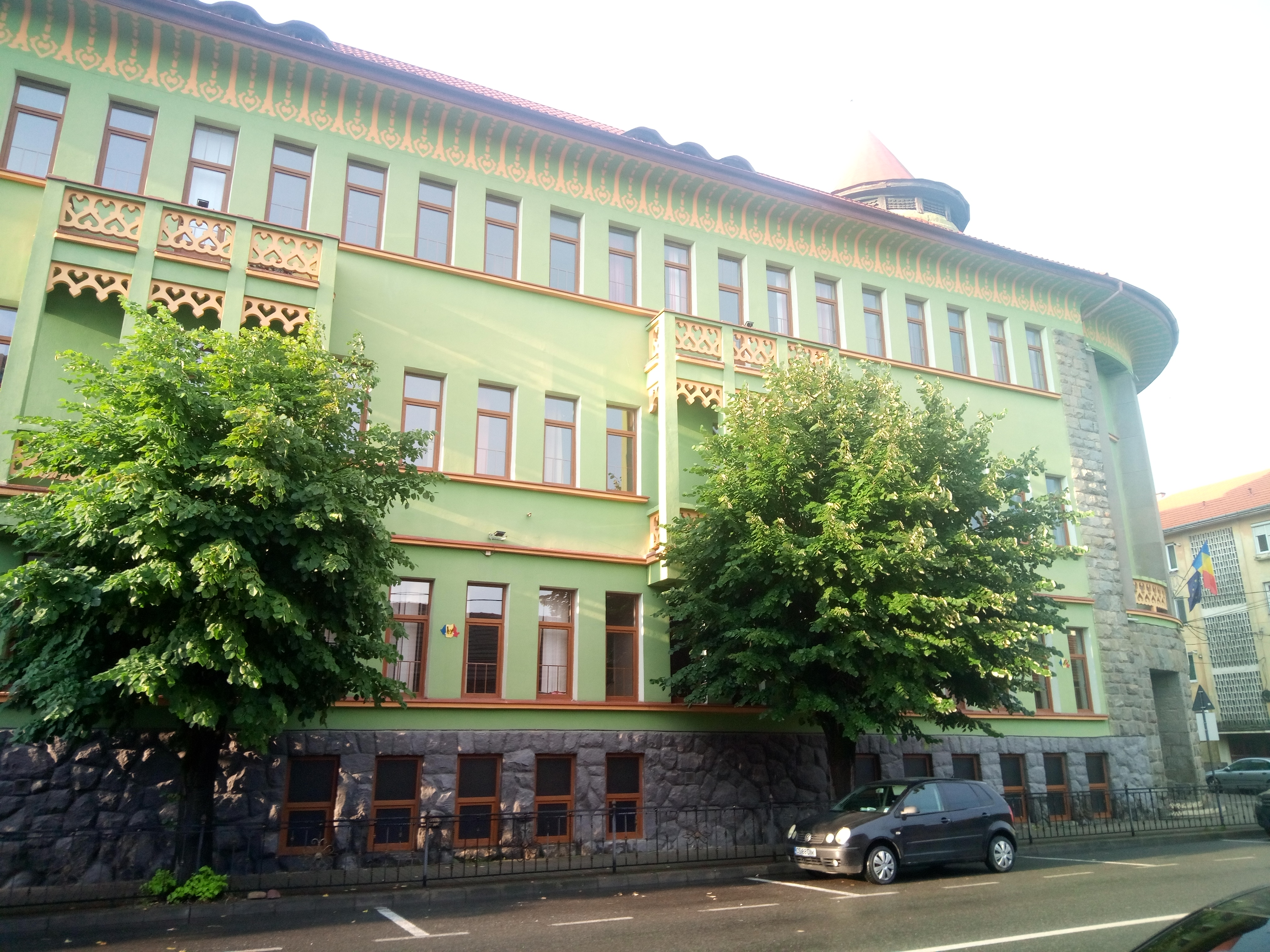
A Traian Doda Elméleti Líceum (volt állami gimnázium)

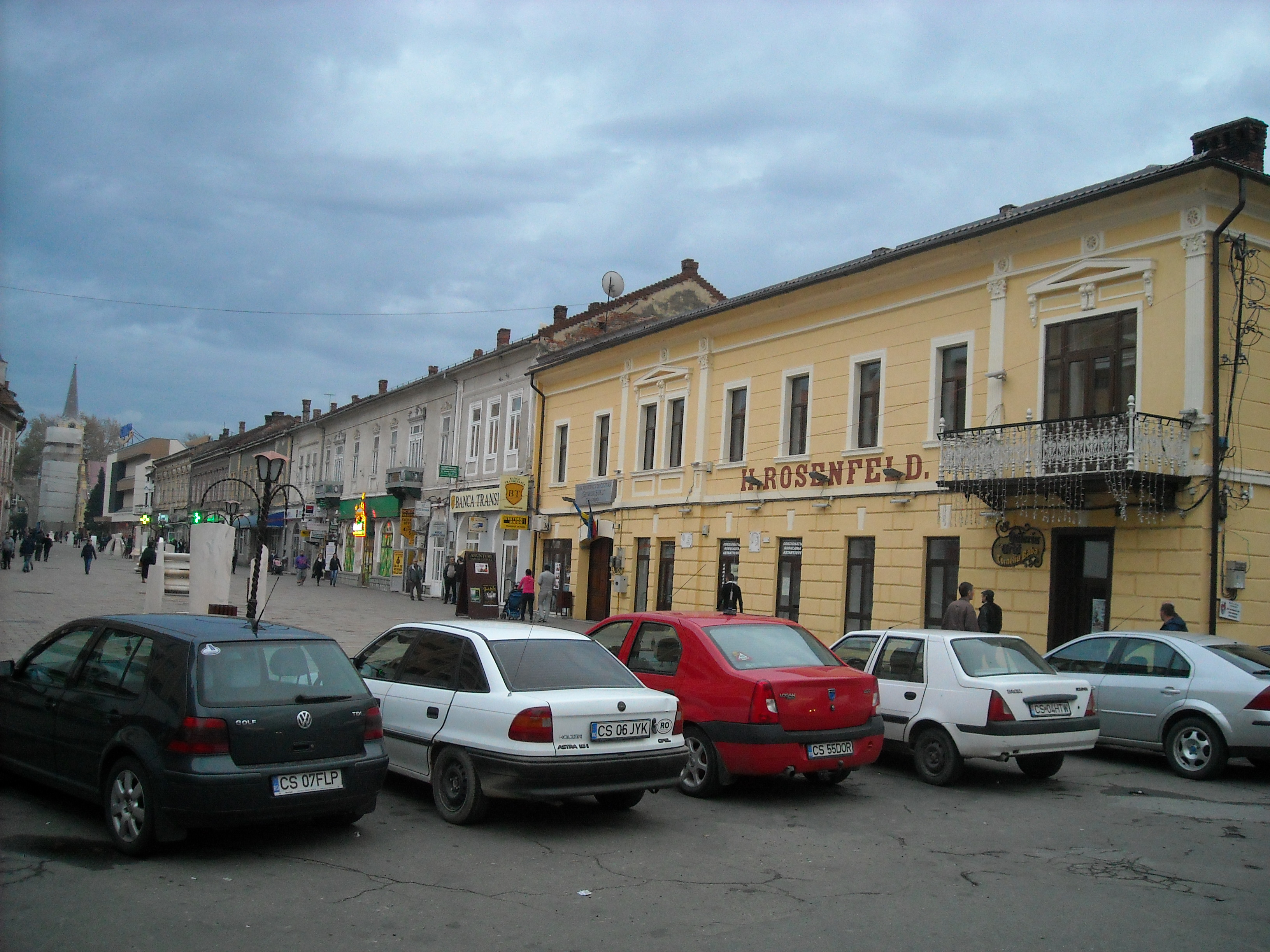
Az Episcopiei/Püspök utca

A két világháború közötti új ipari vállalkozások a Vagyonközösség erdeihez kapcsolódtak: bútoripari, parkett- és furnérüzemek. A szocializmus idején több új gyárat is alapítottak, amelyek 1989 után csődbe mentek: többek között 1971-ben egy gépgyárat is. 1979-ben katonai repülőteret létesítettek, amely ma már a polgári repülést szolgálja. 1966-tól kezdve befedték és ezzel a föld alá száműzték a várost korábban átszelő, a Sebessel párhuzamosan futó és a Temesbe ömlő Eruga nevű malomcsatornát. A szocializmus évtizedeiben északon (Pipirig) és északnyugaton, a volt kaszárnyák helyén hoztak létre tömbházas negyedeket, de szigetszerűen másutt is építettek tömbházakat. A nyolcvanas években a vezetés nekilátott a történelmi belváros eldózerolásának, amelynek kibontakozását az 1989-es romániai forradalom hiúsította meg. Így is elbontották az Episcopiei utca műemléki védettségű kereskedőházait és az ortodox papneveldét, amelynek a helyén épült föl a Timiș áruház, a mai Euro Shopping Mall.
Az 1949-ben fölszámolt püspökség 1994-ben alakult újjá. 1995-ben kapott megyei jogú városi címet.

### Újkaránsebes
A várostól délkeletre 1785-ben alapították Újkaránsebes (németül: Schwabendorf, románul: Caransebeșul Nou) falut állattenyésztő, famunkás és szénégető német lakossággal. 1814–1815-ben újabb németeket, 1837-ben cseheket telepítettek be. Az 1850-es években evangélikus svábok érkeztek Lieblingből.
1900-ban 396 német, 191 cseh, 35 román és 17 magyar lakosa volt.
1956 előtt Karánsebeshez csatolták.

## Népessége
- 1900-ban 6497 lakosából 3305 volt román (50,86%), 2028 német (31,21%), 875 magyar (13,46%), 159 cseh (2,44%) és cigány, 106 szerb (1,63%) nemzetiségű; 3400 ortodox, 2370 római katolikus, 380 zsidó, 174 református, 100 evangélikus és 71 görögkatolikus vallású. A lakosság 62%-a tudott írni-olvasni és a nem magyar anyanyelvűek 25%-a beszélt magyarul.
- 2002-ben 27 723 lakosából 25 632 volt román (92,45%), 559 ukrán (2,01%), 553 cigány (1,99%), 512 német (1,84%) és 318 magyar (1,14%) nemzetiségű; 24 164 ortodox, 1286 római katolikus, 1180 baptista és 625 pünkösdista vallású.

## Látnivalók
- Római katolikus temploma (1725–1730) mellett középkori ferences kolostorának romjai. Kezdetben a bulgáriai, 1535-ben már a borosjenei custodiához tartozott. A ferencesek 1400-ban Hátszegre költöztek, de 1429-ben ismét említik kolostorát. 1535-ben tizenegy szerzetes lakta. A helyi hagyomány szerint 1558-ban szűnt meg, majd a ferencesek 1725-ben költöztek vissza a városba.[14] 1996 és 2010 között a kolostorromok szomszédságában, az előírt ásatások mellőzésével épült fel az újjáalakított karánsebesi ortodox egyházmegye katedrálisa. A katolikus templomot és a teret arányaival agyonnyomó monstrum jelentős botrányt kavart. A bocsánatkérés kimondatlan gesztusaként az ortodox püspökség felkérte Eugen Petri ploiești-i szobrászművészt a Keresztény Lelki Egység Emlékművének (Monumentul Unităţii Spiritual-Creştine, közkeletű nevén a Megbékülés Íve, Arcul Împăcării) megalkotására. A travertin mészkőből faragott, 8,4 méteres ívet 2011-ben állították fel az ortodox székesegyház és a katolikus templom között.[15]
- Az 1739-ben épült és 1753-ban átépített egykori gyalogsági kaszárnyában néprajzi és a határőrség történetét bemutató kiállítás látható.
- Templomai: Római katolikus templom, ortodox székesegyház (1738 előtt épült, 1796 előtt bővítették), Szent György ortodox templom (1739-ben épült, 1759-ben átalakították, 1879-ben kerítéssel vették körül), Keresztelő Szent János ortodox templom (1770–1780, oltárának freskói 1787, az ikonosztáz kapui 1843, itt temették el az első karánsebesi püspököt, Ioan Popasut),[16] a volt neológ[17] zsinagóga (1893), volt evangélikus (ma ortodox) templom (1902), református templom (1940–1941, az akkor még a felszínen folyó Eruga-csatorna partján). A zsinagógában 2023-ban a helyi zsidóság történetét dokumentáló múzeum megnyitását készítik elő.
- Az Episcopiei/Püspök utca fennmaradt régi épületei eredetileg a határőrséghez tartoztak. A páratlan oldal déli szakaszát az 1980-as években lebontották és tömbházakkal építették be.
  - 1. A vagyonközösség volt palotája 1901-ben, Villányi Ármin vármegyei építész tervei alapján épült.[18] 2023-ban leromlott állapotú.
  - 4. bíróság (volt járásbíróság, 1905–1906).
  - 5. Az ortodox püspökség központja, eredetileg dandárparancsnokság. 1866-ban vásárolta meg az egyház.
  - 6. Művelődési ház, korábban lakóház táncteremmel (1886).
  - 7. Szörény vármegye volt vármegyeháza eredetileg 18. századi, a vármegyeház funkcióját az 1870-es évek második felében látta el. 1907–1909-ben szecessziós stílusban átépítették és a gimnázium internátusát helyezték el benne. Ma óvoda.
  - 12. 1866-ban vette meg az ortodox püspökség. Különböző célokra használták, többek között itt üzemelt 1885-től az egyházmegye nyomdája és könyvesboltja is. A 20. században az ortodox esperesség működött benne, amíg át nem költözött a korábbi evangélikus lelkészlakba.
- További épületek: Koronghy-palota (1912, Str. Traian Doda 1., Koronghy Gyula földbirtokos építtette bérháznak, földszintjét az Első Karánsebesi Takarékpénztár számára alakították ki),[19] volt tiszti pavilon (1874, Pța gen. Ion Dragalina 1.), volt altisztképző iskola (1868, Str. gen. Moise Groza 2.), volt Zöldfa fogadó (Str. Tribunalului 1., 1740, 1850-es átépítés), megyei könyvtár (korábban bazár és étterem, 19. század, Str. Mihai Viteazul 39.), volt Új Karánsebesi Takarékpénztár (1909–1910, Str. Mihai Viteazul 42., érdekessége, hogy a telek magában foglalta a Eruga malomcsatorna egy szakaszát, amely átfolyt az épület földszintjén),[20] volt határőrpénztár (1810, Str. M. Trapșa 1.), városháza (1903, építésekor környékén befedték a Eruga-csatornát, moziterme 1927-ben létesült), posta (20. század eleje, Str. Libertății 12.).
- A Diaconovici Loga Nemzeti Kollégium (pedagógiai líceum) a magyar állami polgári iskola számára 1899-ban készült épületben működik. A polgári iskola előzőleg a katolikus templom melletti, 1965-ben lerombolt zárdaépületet használta.[21]
- A Traian Doda Líceum épülete 1915 és 18 között épült a magyar állami gimnázium számára, amely korábban részben a polgári iskolában, részben bérelt épületekben működött. Előtte Horvay János „Pro Patria” feliratú, a gimnázium elesett diákjai emlékére állított szobra 1918-ből.
- A Trandafir Cocârlă Műszaki Líceum („sofőriskola”) épülete az 1900-as–1920-as évekből való. Eredetileg hadbíróság és katonai börtön, később hírhedt fegyház működött benne. Az 1940-es évek első felében itt raboskodott a Román Kommunista Párt későbbi vezérkara, 1940 és 1943 közt Nicolae Ceaușescu is, majd 1947 után antikommunista partizánokat tartottak benne fogva.
- Fadrusz János és Rollinger Rezső 1906-ban készült és 1919-ben elbontott Ferenc József-szobrának talapzatán 1943 óta Dragalina tábornok szobra áll (a róla elnevezett téren).
- A belvárosban két régi köztéri kereszt áll, mégpedig egy ortodox és egy katolikus. Előbbi, az ún. „Fehér kereszt” (Crucea albă), orosz munka 1810-ból, és eredetileg a városi ortodox kereskedők adománya. 1856-ban és 1910–12-ben felújították. Sokáig a Szt. György templom kertjében állt, 1962-ben helyezték el ismét eredeti helyén, a városháza előtti parkban. A Katolikus kereszt úgyszintén 1810-ből származik. 1906-ban helyezték el mai helyén, a Dragalina téren, ahol az 1960 és 1990 közötti időszak kivételével azóta is áll.[22]
- A várostól délnyugati részén, a Temes túlpartján fekvő Teusban  (románul: Teuș/Teiuș) a 17. században a város szőlői terültek el. Üdülőövezetként  a 19. században épült ki, a századfordulón megszaporodó, előkelő villákkal. Az 1930-as években sí- és bobpályákat építettek ki a környező hegyekben, a szocializmus évtizedeiben szabadtéri színpad is működött itt.

## Gazdaság

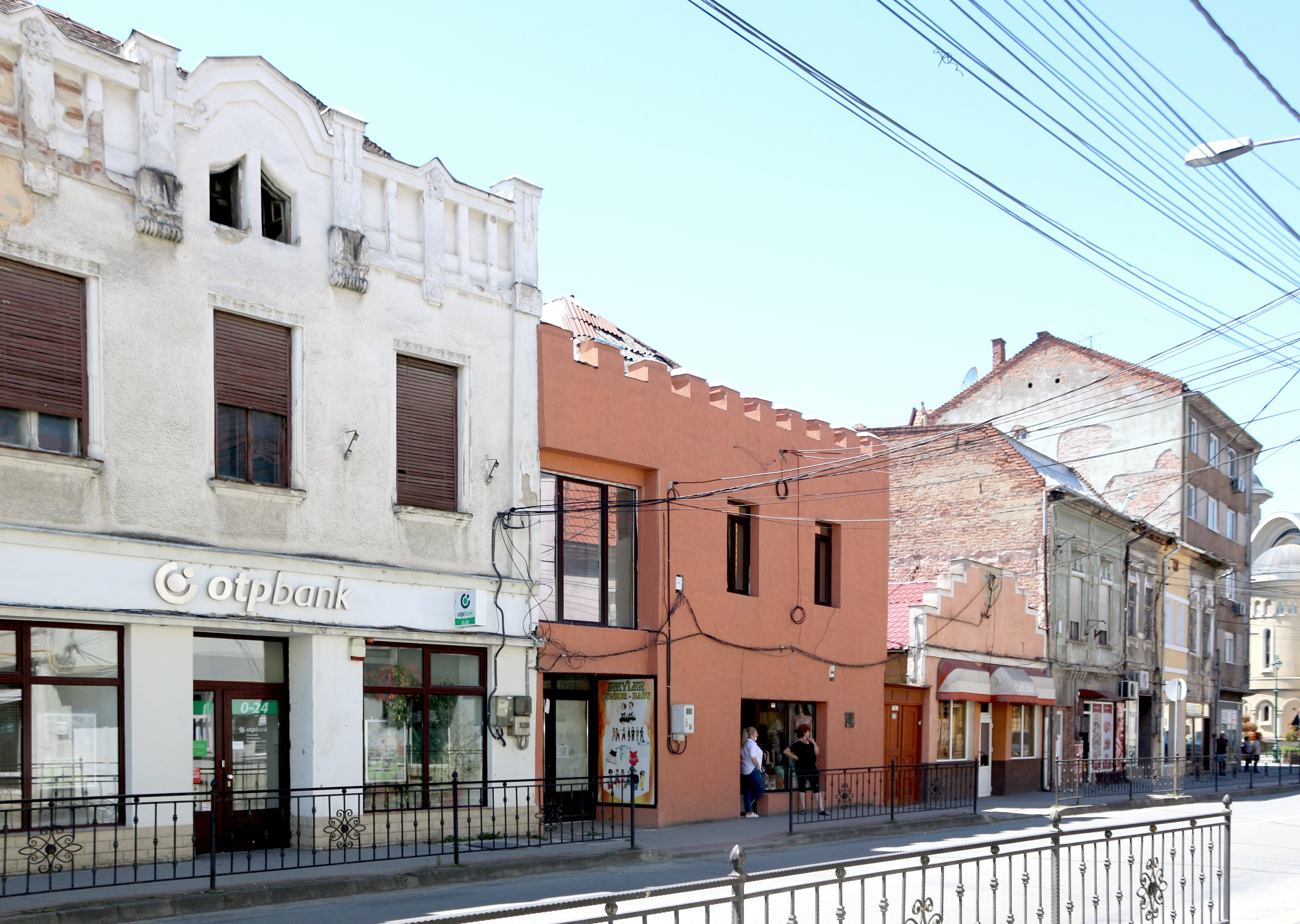
A Mihai Viteazul utca volt kereskedőházai

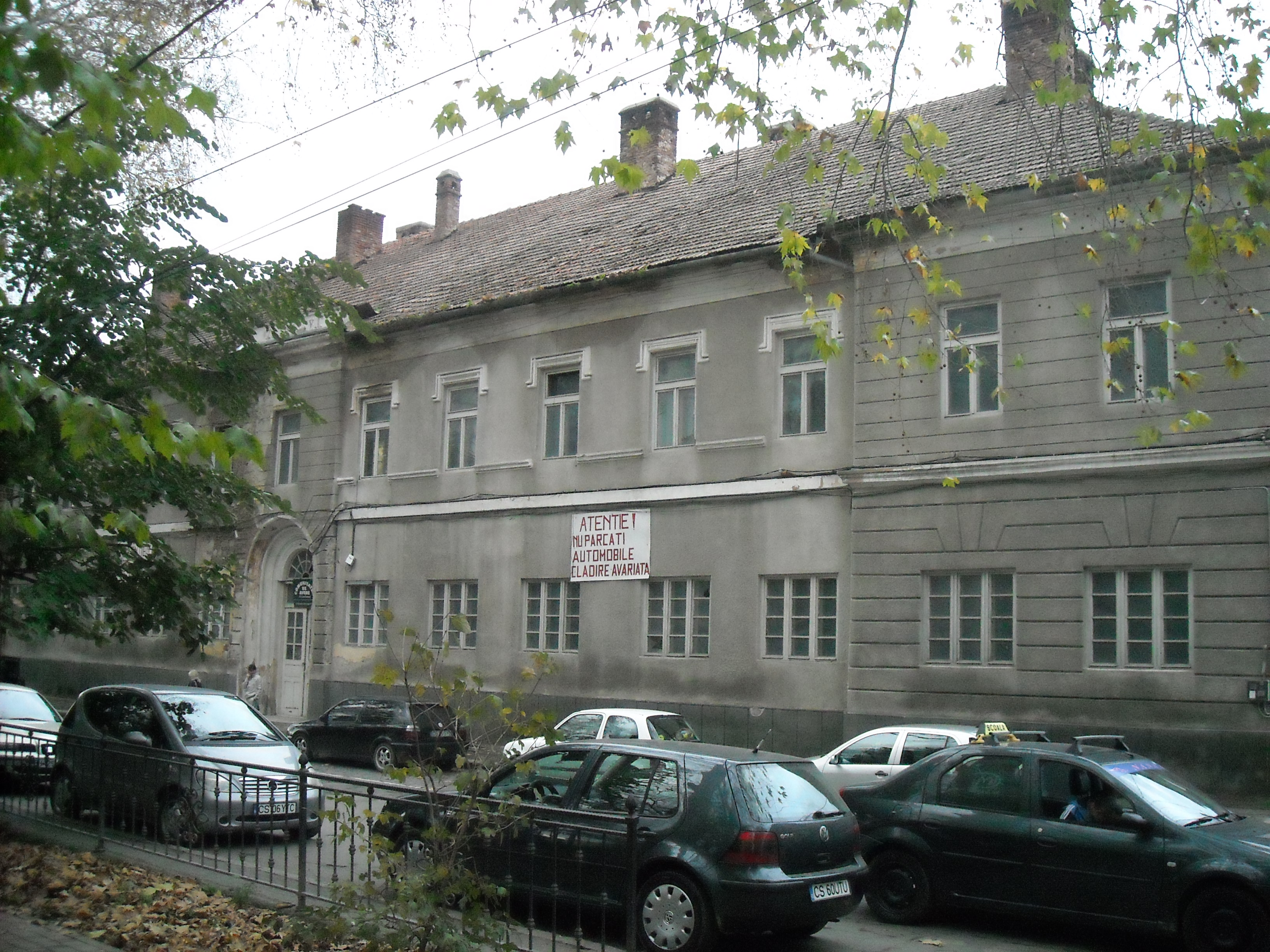
Vagyonközösségi palota

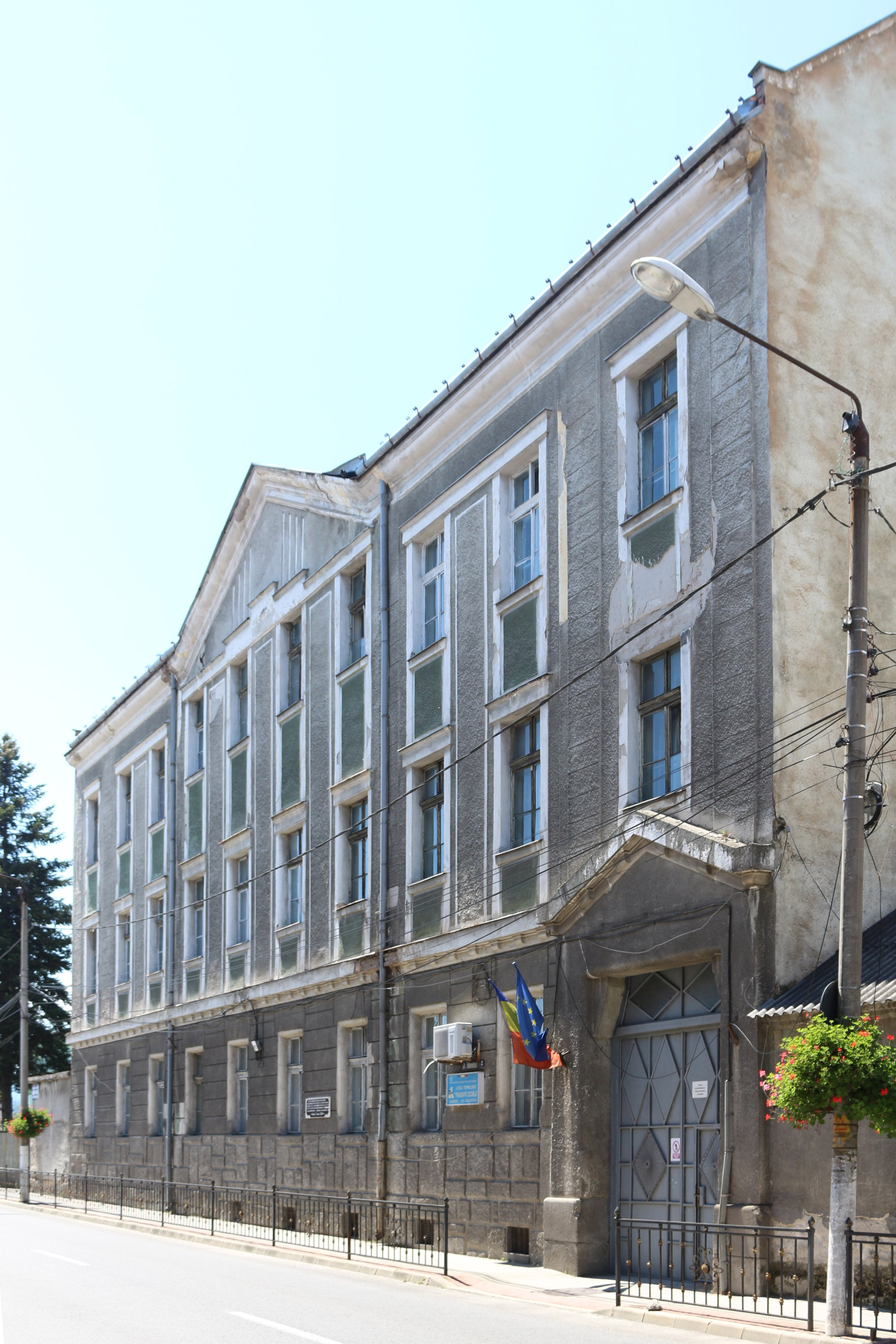
Volt börtön, ma sofőriskola

- Caromet gépgyár (1971-ben hozták létre).[23]
- Közlekedési csomópont.
- Fafeldolgozó ipar (székgyár), élelmiszeripar.
- Autóipar

## Oktatás
- Constantin Diaconovici Loga Nemzeti Kollégium
- Traian Doda Elméleti Líceum
- ortodox teológiai szeminárium
- banktechnikai kollégium
- gépipari, faipari és sofőr szakiskolák
- nyolc általános iskola

## Híres emberek
- Itt született, valószínűleg 1589-ben George Buitul (Bujtul György) jezsuita szerzetes, hittérító.
- Itt született 1619-ben Gavril Ivul (Ivul Gábor) jezsuita szerzetes, teológus, filozófus.
- Itt született 1643-ban ifj. Mihail Halici költő.
- Itt született 1770-ben Constantin Diaconovici Loga pedagógus.
- Itt írta Petőfi Sándor 1849. április 17-én A székelyek című versét.
- Itt született 1850. november 28-án Wilhelm Klein osztrák archeológus.
- Itt született 1860-ban Ion Dragalina román tábornok.
- Itt született 1863. április 18-án Gustav Jaumann osztrák fizikus.
- Itt született 1876-ban Cs. Sebestyén Károly néprajzkutató.
- Királyi ügyészként itt élt Gozsdu Elek író.
- Itt született 1891-ben Fülöp-Miller René, magyar származású, német és angol nyelven alkotó amerikai művelődéstörténész, drámaíró.
- Itt született 1894-ben Aura Buzescu (ered. Almăjan) színésznő.
- Itt született 1900-ban Berényi Dénes meteorológus.
- Itt született 1902-ben Schmidt Eligius Róbert geológus.
- Ortodox püspöke 1910 és 1919 között Miron Cristea, Románia későbbi pátriárkája volt.
- Itt született 1920-ban Molnár Jenő földrajztudós.
- A két világháború között itt élt Corneliu Baba festőművész apja, és Baba gyakran festett karánsebesi utcarészleteket és tájakat.
- Itt született 1938-ban Horia Pătrașcu író.
- Itt született 1940-ben George Suru költő.
- Itt született 1955-ben Petru Vintilă író, festőművész.

## További információk

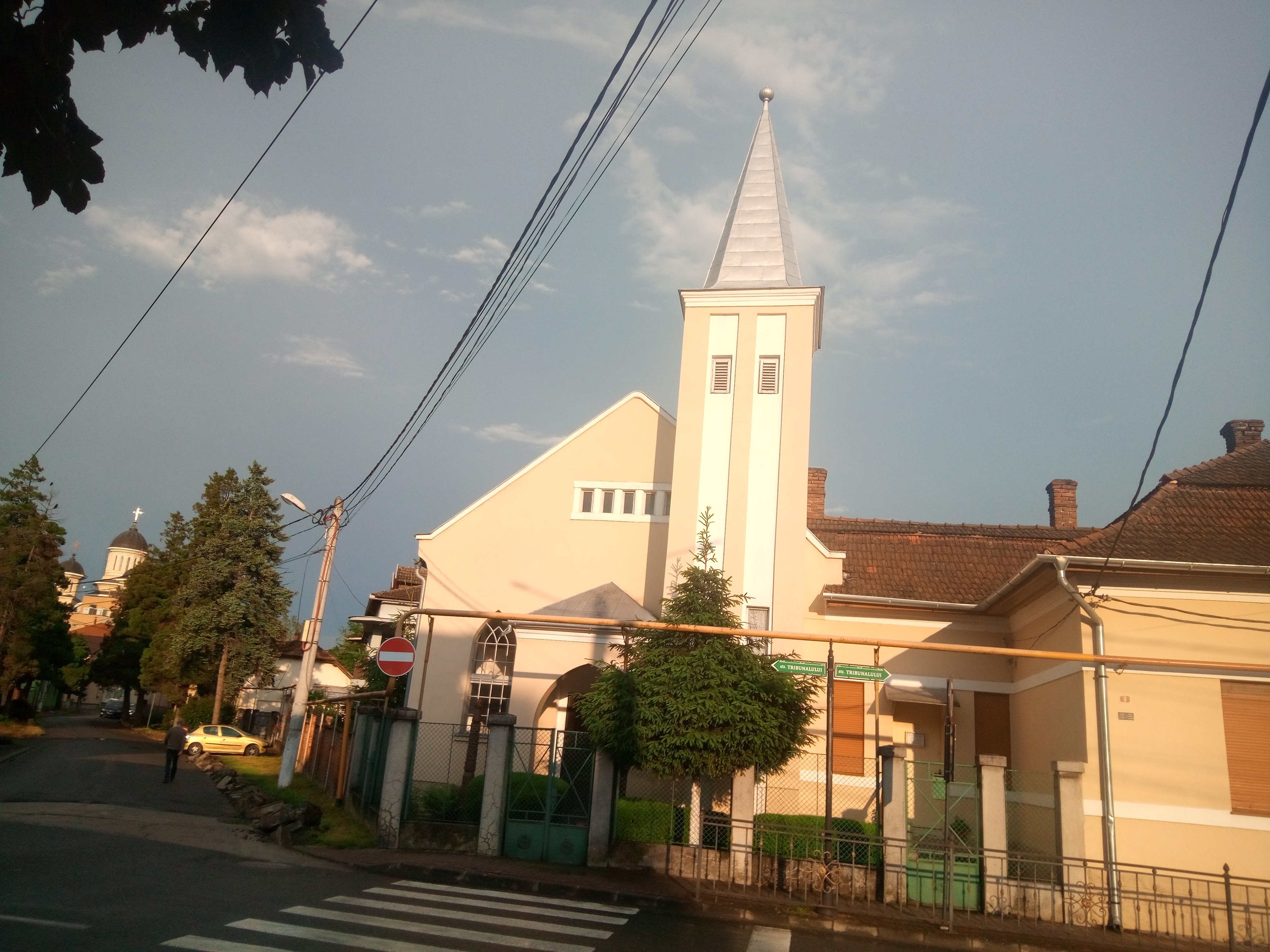
Református templom

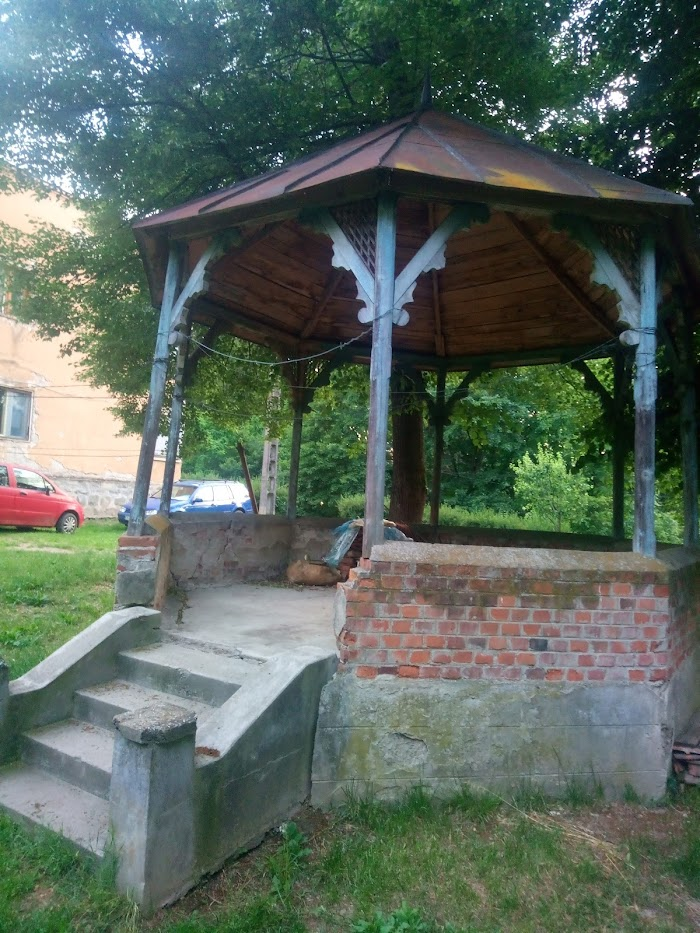
A teusi régi zenepavilon